# Могилец
Могилец (мкд. Могилец) је насеље у Северној Македонији, у средишњем делу државе. Могилец припада општини Македонски Брод.

## Географија
Насеље Могилец је смештено у средишњем делу Северне Македоније. Од седишта општине, градића Македонски Брод, насеље је удаљено 30 km северно.
Рељеф: Могилец се налази у области Порече, која обухвата средишњи део слика реке Треске. Дато подручје је изразито планинско. Насеље је положено на југоисточним падинама Суве Горе. Надморска висина насеља је приближно 720 метара.
Клима у насељу је планинска због знатне надморске висине.

## Историја
Почетком 20. века, као и Порече, становништво Могилеца је било наклоњено српској народној замисли, па се месно становништво у изјашњавало Србима.

## Становништво
По попису становништва из 2002. године Могилец је имао 27 становника.
Претежно становништво у насељу су етнички Македонци (100% према последњем попису).
Већинска вероисповест у насељу је православље.